# Boxau
Boxau (fränkisch: Box-aab) ist ein Gemeindeteil der Marktes Flachslanden im Landkreis Ansbach (Mittelfranken, Bayern). Boxau liegt in der Gemarkung Virnsberg.

## Geografie
Durch das Dorf fließt der Virnsberger Bach, ein rechter Zufluss des Kemmathbachs, der rechts in die Zenn fließt. Der Ort bildet mit dem südwestlich gelegenen Virnsberg eine geschlossene Siedlung. Die Kreisstraße AN 21 führt über Virnsberg zur Staatsstraße 2245 (0,5 km südlich) bzw. nach Sondernohe (1,6 km nördlich).

## Geschichte
In einer Schenkungsurkunde, mit der Burggraf Friedrich III. von Nürnberg Besitzungen dem Deutschen Orden zu Virnsberg überließ, wurde der Ort 1294 als „Bockaw“ erstmals schriftlich erwähnt. Der Ortsname bedeutet Zu der Aue, die von den Böcken aufgesucht wird.
Gegen Ende des 18. Jahrhunderts gehörte Boxau zur Realgemeinde Virnsberg. In Boxau gab es sieben Anwesen (drei Höfe, einen Halbhof, einen Viertelhof, einen Sechstelhof und ein Tropfhaus). Das Hochgericht übte das Obervogteiamt Virnsberg des Deutschen Ordens aus. Die Dorf- und Gemeindeherrschaft und die Grundherrschaft über alle Anwesen hatte das Deutschordenskommende Virnsberg.
Mit dem Gemeindeedikt wurde Boxau dem 1808 gebildeten Steuerdistrikt Virnsberg und der 1811 gegründeten Ruralgemeinde Virnsberg zugeordnet. Am 1. Mai 1978 wurde diese im Zuge der Gebietsreform in Bayern in den Markt Flachslanden eingegliedert.

### Baudenkmäler
- ehemaliges Siechenhaus des Deutschen Ordens; zweigeschossiger Bau mit Walmdach, zum Teil Fachwerk-Obergeschoss aus dem 18. Jahrhundert[11]
- Bildstöcke: am Weg nach Sondernohe Sandsteinbildstock wohl des 16. Jahrhunderts; über runder Basis auf hohem Podest verwitterte Reliefs des Gekreuzigten, der heiligen Elisabeth und des heiligen Georg; verputzter Bildstock aus Ziegelsteinen des späten 18. oder frühen 19. Jahrhunderts mit Marienbild in der Nische[11]
- Wegkapelle wohl des späten 18. Jahrhunderts aus Sandsteinquadern mit Gemälde der Marienkrönung (Öl auf Metall) und an der Rückseite Sandsteinrelief der Heiligen Dreieinigkeit[11]

### Einwohnerentwicklung
| Jahr      | 001818 | 001840 | 001861 | 001871 | 001885 | 001900 | 001925 | 001950 | 001961 | 001970 | 001987 | 002011 | 002017 | 002022 |
| Einwohner | 36     | 36     | 50     | 39     | 49     | 44     | 48     | 50     | 41     | 47     | 49     | 51     | 51     | 53     |
| Häuser    | 7      | 6      |        |        | 8      | 8      | 8      | 8      | 8      |        | 11     |        |        |        |
| Quelle    | [ 13 ] | [ 14 ] | [ 15 ] | [ 16 ] | [ 17 ] | [ 18 ] | [ 19 ] | [ 20 ] | [ 21 ] | [ 22 ] | [ 23 ] |        |        | [ 1 ]  |

## Religion
Der Ort ist römisch-katholisch geprägt und bis heute nach St. Dionysius (Virnsberg) gepfarrt. Die Einwohner evangelisch-lutherischer Konfession sind nach St. Laurentius (Flachslanden) gepfarrt.